# Leo, Silvester und das arme Mäuschen
Leo, Silvester und das arme Mäuschen (Originaltitel Mouse and Garden) ist ein US-amerikanischer Zeichentrick-Kurzfilm von Friz Freleng aus dem Jahr 1960.

## Handlung
Kater Sylvester und sein rotbepelzter dümmlicher Freund Sam sind auf Nahrungsmittelsuche in Mülltonnen, als Sylvester plötzlich eine lebendige Maus entdeckt. Er folgt ihr zu einem Bootshaus, muss die gefangene Maus jedoch schon bald vor Sam verstecken, der nun seinerseits Versuche unternimmt, die Maus vor Sylvester zu verbergen. Nachdem sich beide gegenseitig bei diesen Versuchen erwischt haben, stecken sie die Maus schließlich in einen Krug, den sie verschließen. Beide wollen die Maus am nächsten Tag gemeinsam verspeisen.
Auch in der Nacht gehen die Versuche der beiden Kater, die Maus zu entwenden, weiter. Schließlich will Sylvester Sam durch einen Trick an ein Motorboot binden und so aufs offene Meer hinausziehen lassen, um selbst in Ruhe die Maus essen zu können. Sam gelingt es rechtzeitig, den Strick an Sylvesters Schwanz zu befestigen. Da sich beide im entscheidenden Moment jedoch die Hände geben, werden sie zusammen aufs Meer hinausgezogen und landen schließlich auf einer inselartigen Erhebung. Sie bekriegen sich nun gegenseitig, während die Maus auf dem Krug sitzend vorbeirudert und Moonlight Bay singt.

## Produktion
Mouse and Garden erschien am 16. Juli 1960 als Teil der Warner-Bros.-Trickfilmserie Looney Tunes im Kino.
Die Animation stammt von Gerry Chiniquy, Virgil Ross und Art Davis. Sylvester und Sam wurden von Mel Blanc gesprochen. Es war der letzte Filmauftritt des Katers Sam in einem Looney-Tunes-Film.

## Auszeichnungen
Mouse and Garden wurde 1961 für einen Oscar in der Kategorie „Bester animierter Kurzfilm“ nominiert, konnte sich jedoch nicht gegen Munro durchsetzen.